# Paradoxopsyllus repandus
Paradoxopsyllus repandus är en loppart som först beskrevs av Rothschild 1913.  Paradoxopsyllus repandus ingår i släktet Paradoxopsyllus och familjen smågnagarloppor. Inga underarter finns listade i Catalogue of Life.